# August Barbereau
August Barbereau (París, 14 de novembre de 1799 - 14 de juliol de 1879) fou un compositor i teòric de la música francès.
Ingressà al Conservatori el 1810 i assolí nombrosos premis; el 1824 publicà la seva cantata titulada Inés Sorel, que li'n valgué el primer premi de composició i l'ésser enviat a Roma com a pensionista del Govern, passant poc més tard a Alemanya.
De tornada a París dirigí les orquestres de diversos teatres, especialment del Teatre Italià (1836-38), i reemplaçà en Seghers com a director de la Societat de Santa Cecília, lloc que conservà fins a la dissolució d'aquella Societat. Durant molt de temps substituí Reicha, que havia estat el seu mestre, en la classe de composició del Conservatori, figurant entre els seus deixebles Maurice Henri Decourcelle, Thomas, Durutte i Guiraud, fins que es creà la càtedra d'Histoire musicale el 1872 que li fou concedida.
Va escriure la partitura de l'òpera Les Sybarites de Florence, i en col·laboració diverses simfonies i música de concert; però el realment important de l'obra de Barbereau són els seus treballs teòrics, entre els quals destaca el Traité d'harmonie théorique et pratique (1843-1845), considerat com l'obra més científica publicada fins llavors sobre aquesta matèria pels punts de vista que desenvolupa, tractat amb tanta profunditat com encert, per més que vegades resulta una mica difús i mancat de mètode en la seva exposició.
Com a complement d'aquesta obra publicà un curiós Étude sur l'origine du système musical (París, 1852), que donà peu a grans polèmiques.